# René Pignon Descoteaux
René Pignon Descoteaux (* um 1645; † 22. Dezember 1728 in Paris) war ein französischer Flötist.

## Leben
René Pignon Descoteaux wird mit der Einführung der mit einer Klappe versehenen, konisch gebohrten Querflöte (flûte d’allemagne) am französischen Hof in Verbindung gebracht. Er war Sohn von François Pignon († 1699), einem Kaufmann aus Laval, dessen musikalisches Talent ihm am Hofe Ludwigs XIV. zur Anstellung als Blockflötist und Oboist verhalf. Für ihn ließ der König eine fünfte Stelle bei den hautbois et musette de Poitou schaffen, sein Sohn erbte den Posten. Fünfzehnjährig vertrat René ihn bereits gelegentlich, was das Problem mit sich bringt, anhand alter Livrets heute nicht immer eindeutig klären zu können, welcher Descoteaux einen Einsatz hatte. Höchstwahrscheinlich begann er seine Karriere wie sein Vater auf der Blockflöte, doch machte René, der 1677 erstmals in den Abrechnungen der Menus Plaisirs auftauchte, sein Glück auf dem Traverso.
Im Stadtteil Saint-Antoine wohnte er in der rue de Charonne in Paris unweit von Philbert Rebille, dessen Freund er war. 1688 übergab François all seine Verpflichtungen als höfischer Musiker an René, der sich nun musicien du roi à part entière nennen durfte. Michel de La Barre wurde sein Schüler. Anders als Ausnahmemusiker wurde Descoteaux die folgenden Jahre nie wahrgenommen und die besten Leute waren um ihn herum. Selten zeigte er sich in Besetzungen mit mehr als vier Instrumenten, oft genügte ihm die Begleitung durch Robert de Visée auf Théorbe oder Gitarre. Von 1704 an trat er seltener auf, erst 1710 sah man ihn zusammen mit de Visée in typischer Besetzung wieder in Versailles: Jean Buterne am Cembalo und Antoine Forqueray mit der Gambe. Descoteaux erhielt in diesem Jahr ein Amt in der Aufsicht über die Ballette und löste 1714 seine Verpflichtung bei den hautbois et musette de Poitou. Jacques Hotteterre übernahm 1717 Descoteaux Stelle als Flötist in der Kammermusik des Königs.
Man bewilligte Descoteaux eine Wohnung im Palais Luxembourg und einen Garten, in dem er seinem Hobby, der Zucht von Tulpen, nachgehen konnte. Er starb 83 Jahre alt – ein hohes Alter in einer Zeit, in der die durchschnittliche Lebenserwartung bei etwa 30 Jahren lag. Obwohl als Holzblasinstrumentenmacher genannt, wurde kein Instrument aus seiner Hand und keine Komposition überliefert. 